# Горска служба на Съединените щати
Горската служба на Съединените щати (на английски: United States Forest Service) е агенция към Министерството на земеделието на САЩ във Вашингтон.
Предназначена е да управлява 155 национални гори и 20 национални пасища на обща площ от 780 000 квадратни километра. Основните подразделения в Агенцията са:
- Национална система за горите,
- Държавни и частни горски стопанства,
- Бизнес дейности,
- отдел „Научни изследвания и развитие“[1].